# Stazione di Albertville
La stazione di Albertville (in francese Gare d'Albertville) è la principale stazione ferroviaria di Albertville, Francia.